# Сент-Мартин (город, Миннесота)
Сент-Мартин (англ. St. Martin) — город в округе Стернс, штат Миннесота, США. На площади 2,5 км² (2,5 км² — суша, водоёмов нет), согласно переписи 2002 года, проживают 278 человек. Плотность населения составляет 113 чел./км².
- FIPS-код города — 27-57238[1]
- GNIS-идентификатор — 0650822[2]